# 灰绿垂头菊
灰绿垂头菊（学名：Cremanthodium glaucum）为菊科垂头菊属的植物，为中国的特有植物。分布在中国大陆的云南等地，生长于海拔3,400米至4,000米的地区，见于高山草地和草坡，目前尚未由人工引种栽培。